# دانيال كلارك
دانيال كلارك (بالإنجليزية: Daniel Clark (New Hampshire politician))‏ (و. 1809 – 1891 م) هو سياسي، ومحام، وقاض من الولايات المتحدة الأمريكية .
تولى منصب عضو مجلس الشيوخ الأمريكي .وهو عضو في الحزب الجمهوري .

## التعليم
تعلم في دارتموث.